# Hildburghausen (stad)
Hildburghausen is een stad in de Duitse deelstaat Thüringen, gelegen in de Landkreis Hildburghausen. De stad telt 11.674 inwoners.

## Historie
Van 1684 tot 1806 was Hildburghausen de hoofdstad van het Vorstendom Saksen-Hildburghausen en, na de verhoging van 1800 tot de opheffing in 1826, van het het hertogdom.

## Geboren in Hildburghausen
- Friedrich Dotzauer (1783–1860), cellist en componist
- Catharine Charlotte van Saksen-Hildburghausen (1787-1847), prinses van Saksen-Altenburg en hertogin van Saksen-Hildburghausen
- Louise van Saksen-Hildburghausen (1794-1825), prinses van Saksen-Hildburghausen
- Joseph Meyer, (1796-1856), Duits industrieel en uitgever
- Marie van Saksen-Altenburg (1818-1907), prinses van Saksen-Altenburg
- Elisabeth van Saksen-Altenburg (1826-1896), prinses van Saksen-Altenburg
- Alexandra van Saksen-Altenburg (1830-1911), prinses van Saksen-Altenburg
- Hans Meyer (1858-1929), geograaf, ontdekkingsreiziger en uitgever
- Ronald Weigel (1959), snelwandelaar

## Partnersteden

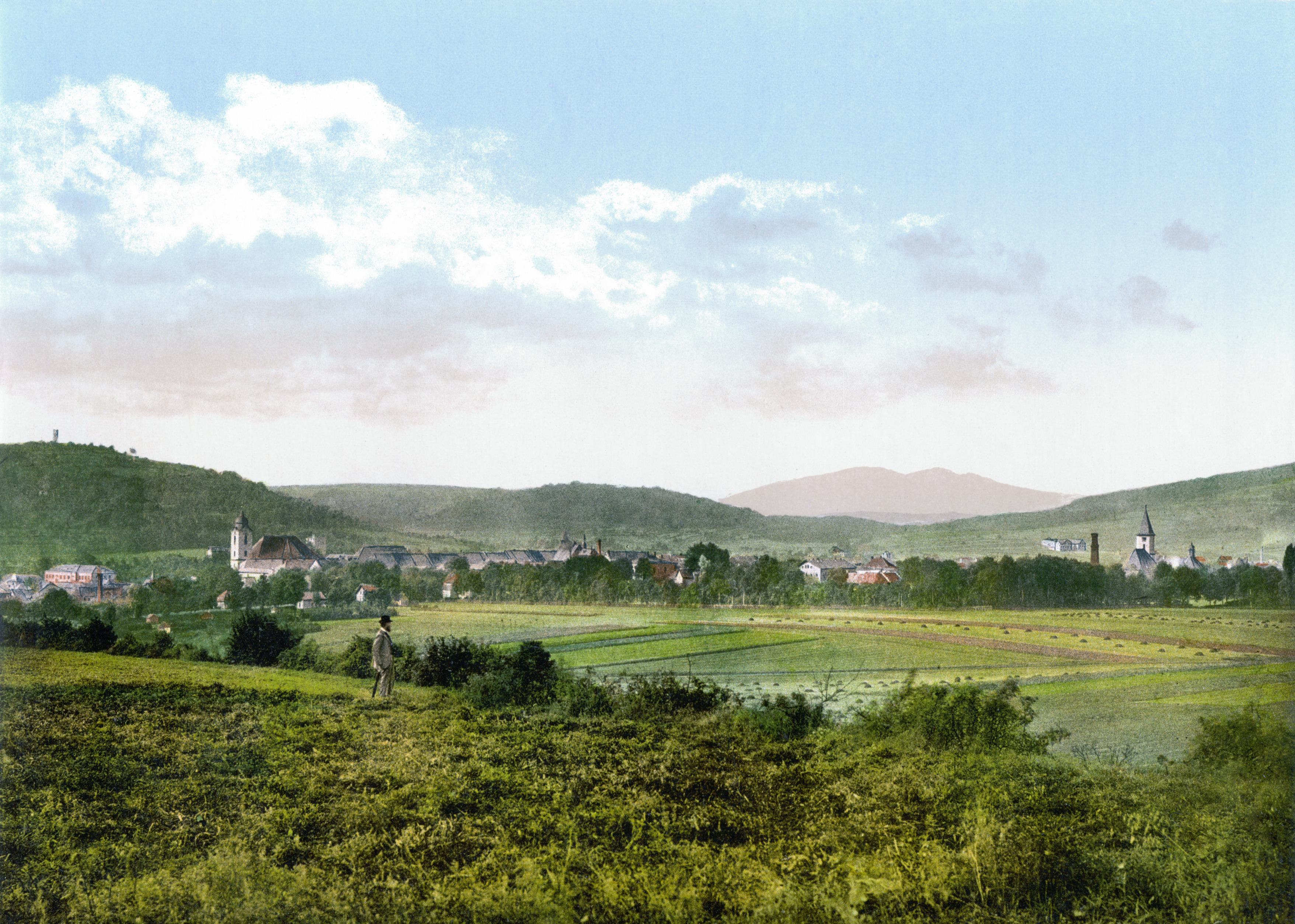
Hildburghausen in 1900

- Würselen (Duitsland)

Steden: Bad Colberg-Heldburg · Eisfeld · Hildburghausen · Römhild · Schleusingen · Themar · Ummerstadt

Verwaltungsgemeinschaften: Feldstein · Heldburger Unterland

Overige gemeenten: Ahlstädt · Auengrund · Beinerstadt · Bischofrod · Brünn/Thür. · Dingsleben · Ehrenberg · Eichenberg · Gompertshausen · Grimmelshausen · Grub · Hellingen · Henfstädt · Kloster Veßra · Lengfeld · Marisfeld · Masserberg · Oberstadt · Reurieth · Schlechtsart · Schleusegrund · Schmeheim · Schweickershausen · St. Bernhard · Straufhain · Veilsdorf · Westhausen